# Norton Modell 18

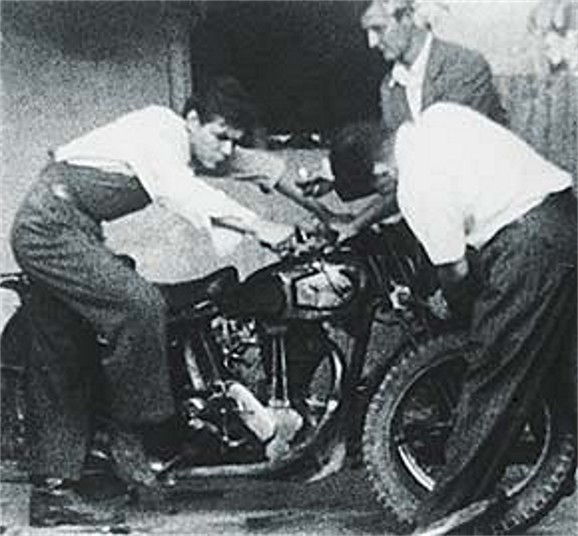
1952: Che Guevara (links) mit der Poderosa II genannten Norton 18 (Baujahr 1935)

Die Norton Modell 18 war ein Motorrad, das als erstes Modell des englischen Motorradherstellers Norton mit hängenden Ventilen ausgerüstet wurde. Mit der Modell 18 erreichte Norton nicht die hohe Stückzahl der gleichzeitig angebotenen Norton 16H, von der, später auch als Armeemodell etwa hunderttausend Exemplare gebaut wurden.
Bekannt wurde die Norton 18 durch die Südamerika-Reise von Che Guevara und Alberto Granado im Jahre 1951/52.

## Geschichte und Technik
Aus dem seitengesteuerten Motor der seit 1921 gebauten Norton 16H  wurde 1922 der obengesteuerte Motor der Modell 18 weiterentwickelt. Der Motor mit Magnetzündung, 79 mm Bohrung und 100 mm Hub bekam einen neuen Zylinder und Zylinderkopf. Die Ventile standen nicht mehr parallel seitlich am Zylinder, sondern hingen „V“-förmig geneigt im Zylinderkopf. Sie  wurden von der weiterhin unten im Kurbelgehäuse liegenden Nockenwelle über Stoßstangen und Kipphebel betätigt. 1923 wurde eine serienmäßige Modell 18 beim 12-Stunden-Rennen von Brooklands erstmals erfolgreich eingesetzt. Der Standardvergaser war ein 1-Zoll-Vergaser von Brown and Barlow, für den sportlichen Fahrer war ein Amal-Vergaser (No. 276) in der Größe 1 1/16 Zoll erhältlich. Der ursprünglich als Rennmotor entwickelte Antrieb wurde in den zunächst unten offenen Motorradrahmen (No. 2293)  mittragend eingebaut; 1929 wurde der Satteltank eingeführt.  1931 wurde der Motor überarbeitet, auf Trockensumpfschmierung umgerüstet und der Magnetzünder statt vor dem Motorgehäuse hinter dem Zylinder montiert, wo er besser vor Spritzwasser geschützt war. Das Hinterrad blieb ungefedert, das Vorderrad war an einer Norton-Webb-Trapezgabel (No. 2318) geführt. Über ein Vierganggetriebe mit Fußschaltung und eine Kette wurde die Leistung auf das Hinterrad übertragen, Die Reifen hatten an beiden Rädern die Größe 26×3,25 Zoll, nach anderer Quelle 3.50–19. Nach dem Zweiten Weltkrieg wurde die Produktion der zivilen Norton 18 fortgeführt, ab 1947 mit der „Roadholder“-Teleskopgabel.
Gut erhaltene Maschinen erzielen heute Verkaufspreise von über 20.000 Euro.

## Die Reise des jungen Che
In The Motorcycle Diaries beschreibt Che Guevara seine Südamerika-Reise, die vom 29. Dezember 1951 bis September 1952 dauerte; auch cineastisch umgesetzt in Die Reise des jungen Che. Die Poderosa II genannte Norton 18 wurde auf der ersten Teilstrecke der Reise von Córdoba bis Santiago de Chile sowohl von Che Guevara als auch von Alberto Granado gefahren. Mit Draht notdürftig behobene Rahmenbrüche, ein Getriebeschaden, zahlreiche Reifenschäden und Stürze (bis zu neun an einem Tag) behinderten die Reise auf dem überladenen Motorrad. Das Motorrad, das an einer der zahllosen Steigungen in Chile „den Geist aufgab“, wurde in der chilenischen Hauptstadt Anfang März 1952 in einer Werkstatt untergestellt. Im Che-Guevara-Museum in Alta Gracia ist heute eine Norton 18 zu besichtigen, die Guevaras Motorrad gewesen sein soll.

## Galerie

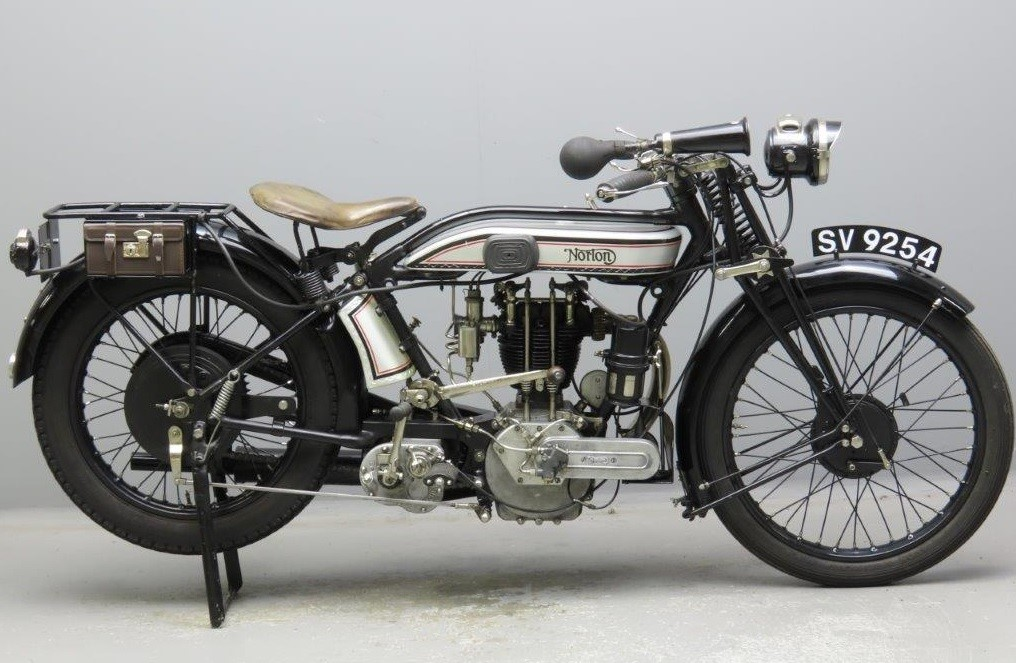
1926
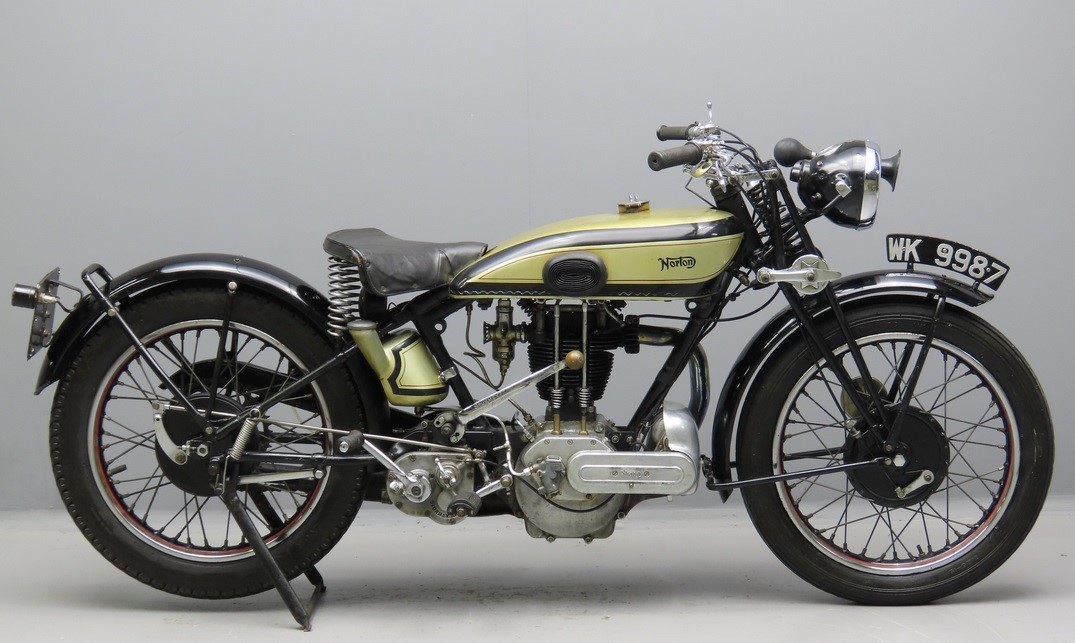
1929
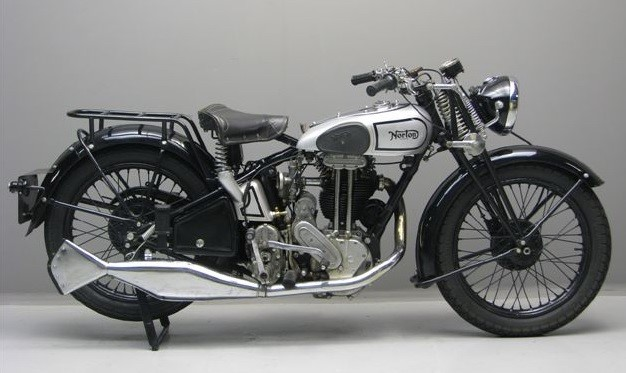
1933
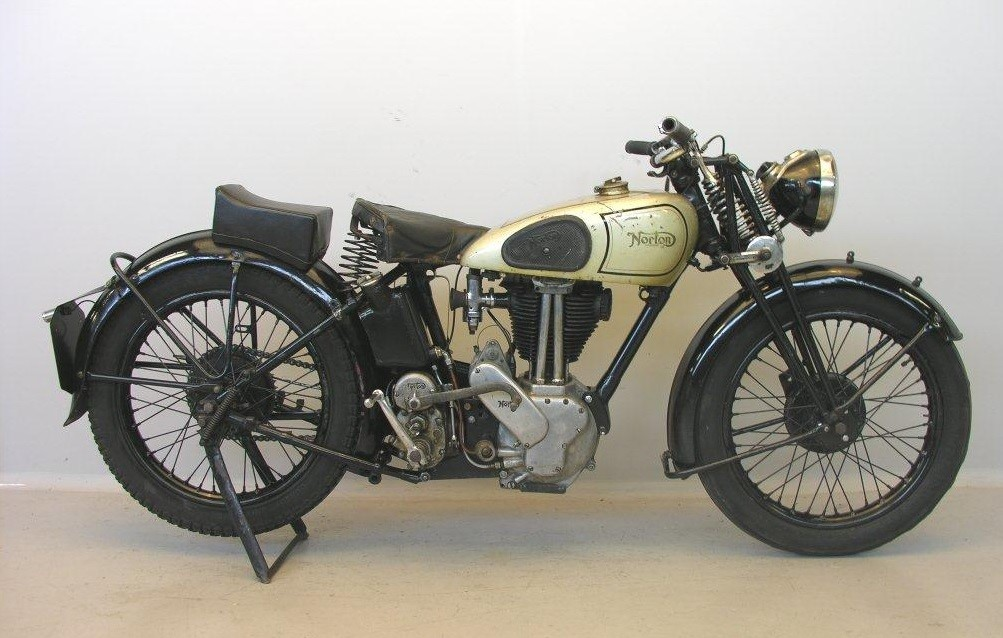
1938
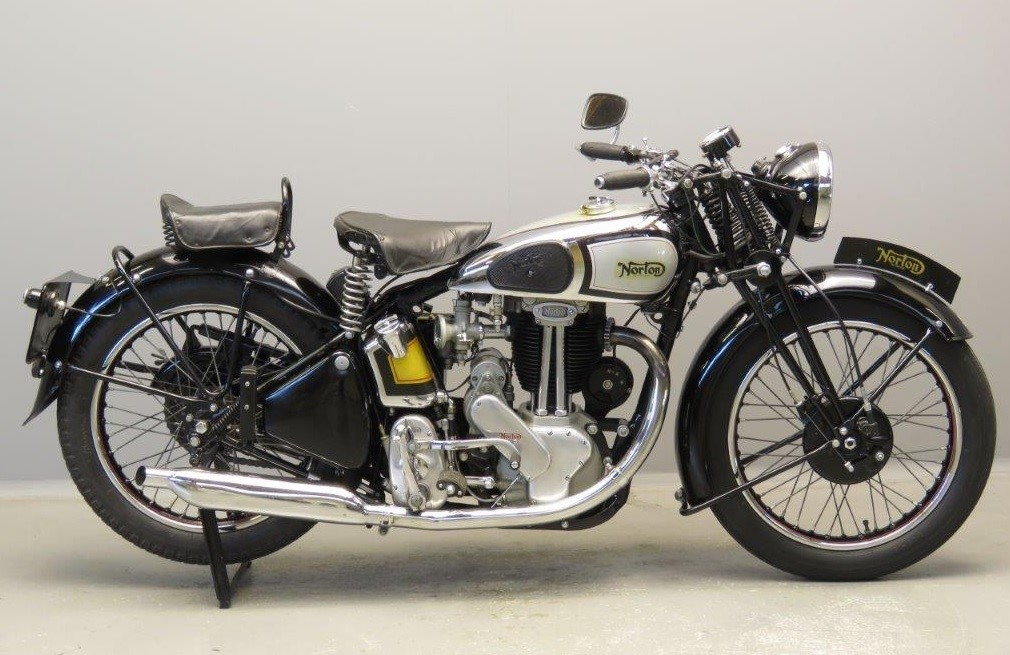
1946